# Marienkapelle (Hofstetten)

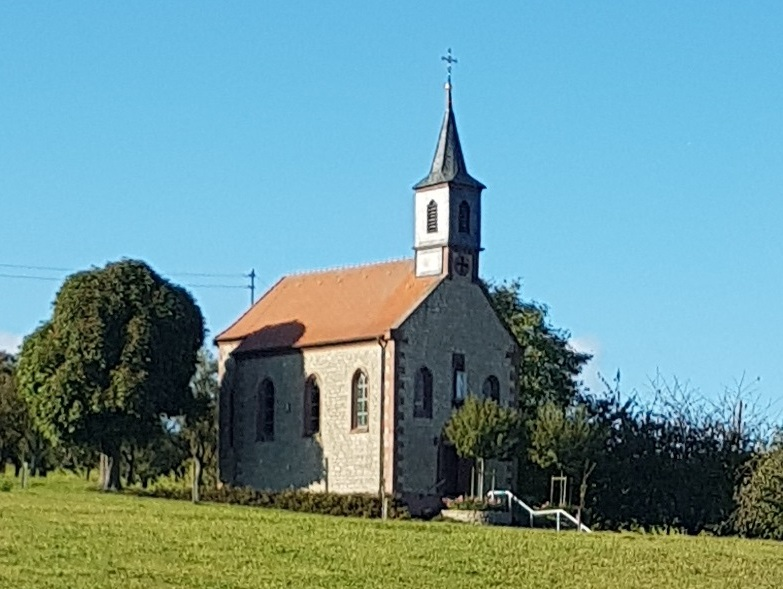
Marienkapelle in Hofstetten

Die römisch-katholische Marienkapelle in Hofstetten, einem Wohnplatz auf der Gemarkung des Lauda-Königshofener Stadtteils Messelhausen im Main-Tauber-Kreis, wurde in der Mitte des 19. Jahrhunderts errichtet und ist der heiligen Maria geweiht.

## Geschichte
Die Marienkapelle wurde im Jahre 1857 errichtet. In der Kapelle finden keine regelmäßigen Gottesdienste statt. Die Kapelle gehört zur Seelsorgeeinheit Lauda-Königshofen, die dem Dekanat Tauberbischofsheim des Erzbistums Freiburg zugeordnet ist.

## Kirchenbau und Ausstattung
Es handelt sich um eine kleine Kapelle mit polygonalem Chor und Dachreiter.